# ボラーノ
ボラーノ（伊: Bolano）は、イタリア共和国リグーリア州ラ・スペツィア県にある、人口約7,500人の基礎自治体（コムーネ）。

## 地理

### 位置・広がり
ラ・スペツィア県南東部に所在する。

#### 隣接コムーネ
隣接するコムーネは以下の通り。括弧内のMSはマッサ＝カッラーラ県所属を示す。
- アウッラ (MS)
- フォッロ
- ポデンツァーナ (MS)
- サント・ステーファノ・ディ・マグラ
- トレザーナ (MS)
- ヴェッツァーノ・リーグレ

### 地震分類
イタリアの地震リスク階級 (it) では、2 に分類される
。